# Sheng Zetian
Sheng Zetian (盛泽田S; 6 novembre 1972) è un ex lottatore cinese, specializzato nella lotta greco-romana.

## Palmarès

### Olimpiadi
- 3 medaglie:
  - 3 bronzi (Barcellona 1992 nei 57 kg; Atlanta 1996 nei 57 kg; Sydney 2000 nei 58 kg)